# Bethanië

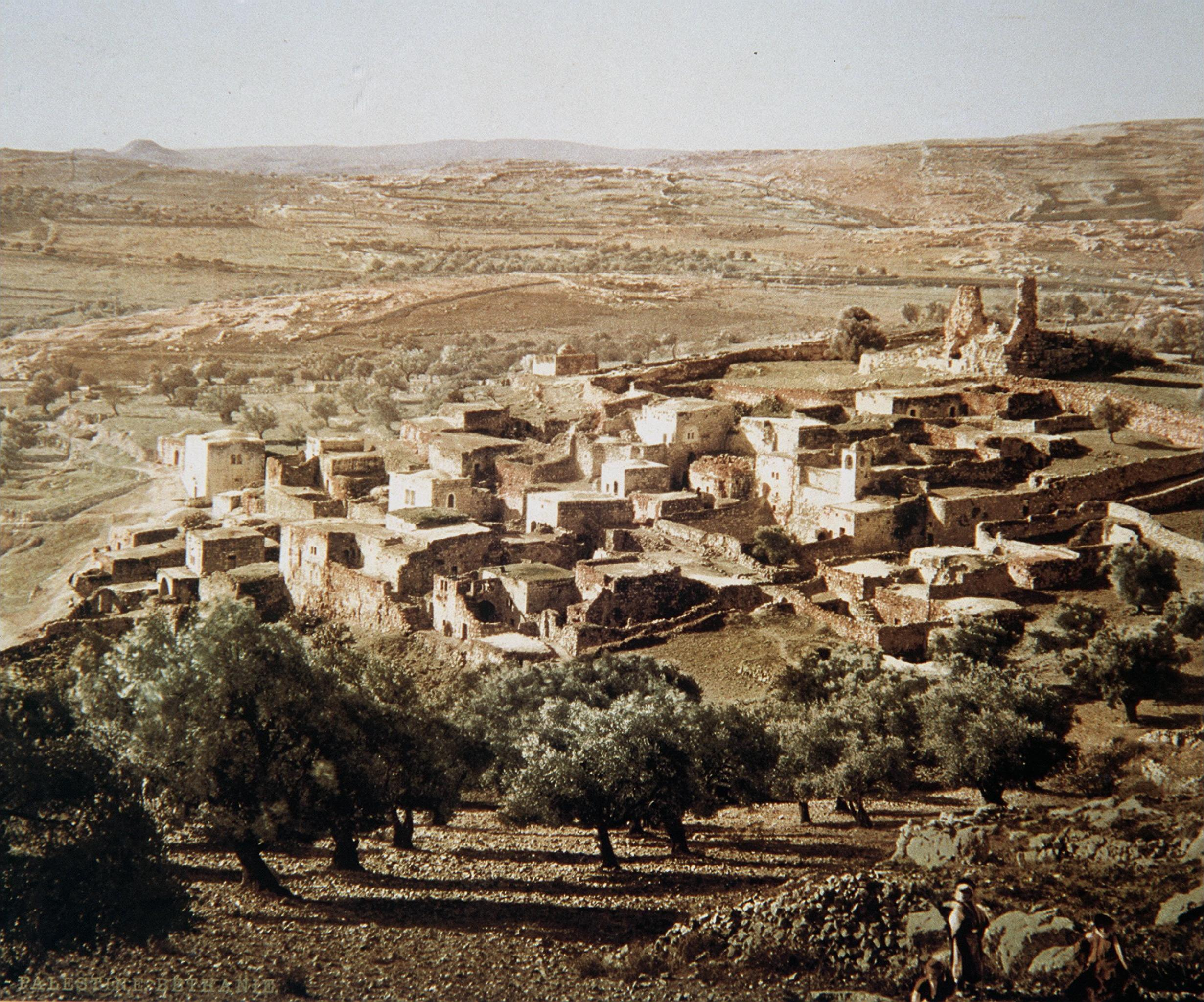
kleurenfoto van Al-Eizariya, door Félix Bonfils, ca 1890

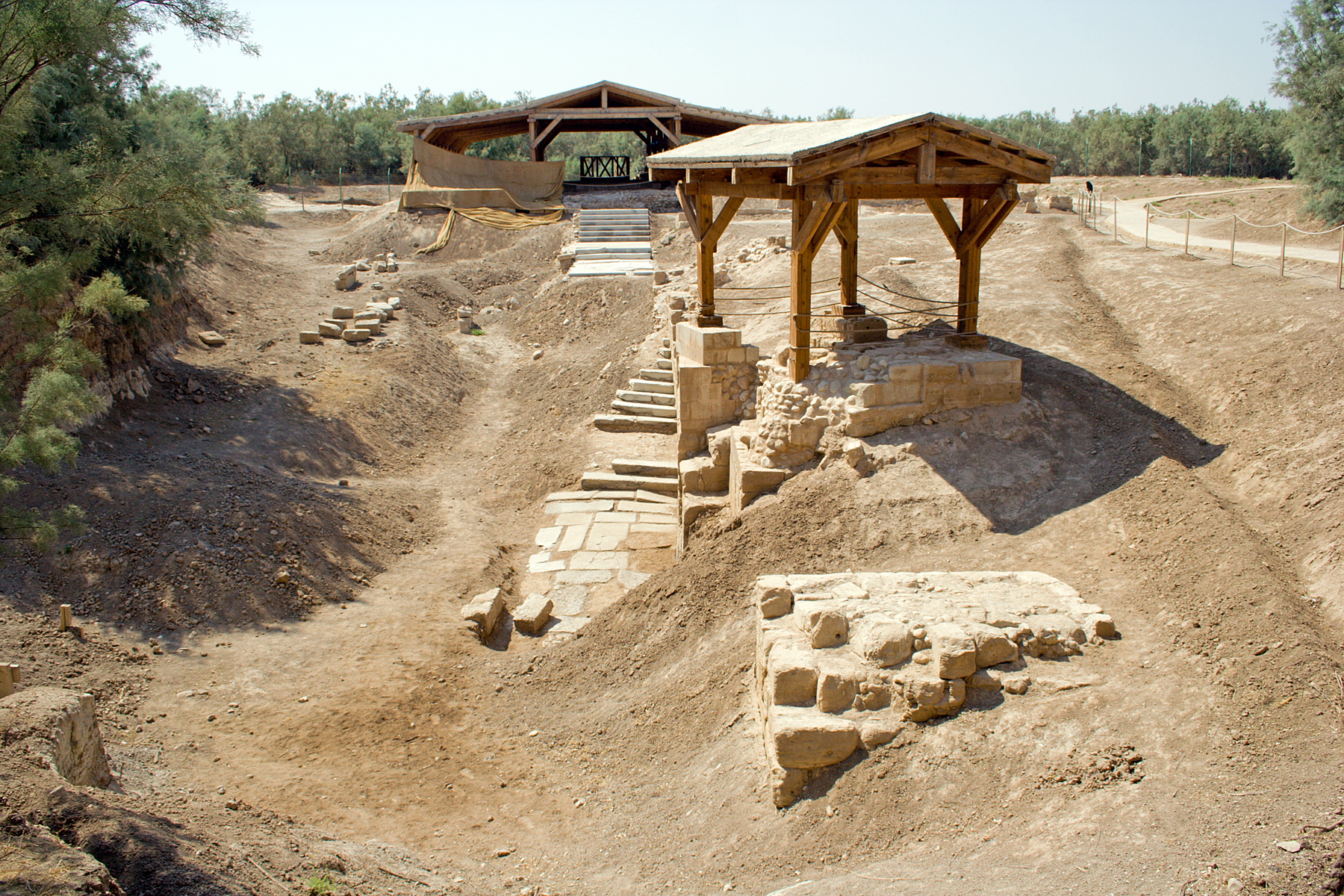
Betanië over de Jordaan

Bethanië, ook wel Betanië, is de naam van twee plaatsen in het Nieuwe Testament van de Bijbel. De Rooms-katholieke congregatie van de Vrouwen van Bethanië werd naar Bethanië genoemd.

## Bethanië 1
Het dorp Bethanië lag op de zuidoostelijke helling van de Olijfberg, op enkele kilometers van Jeruzalem. Het dorp is bekend als de woonplaats van Simon de melaatse (Matteüs 26:6; Marcus 14:13) en van Lazarus met zijn zussen Maria en Martha (Johannes 11:1). Jezus is hier de nacht voor Palmzondag geweest (Marcus 11:11). Het was de plaats van de hemelvaart van Jezus (Lucas 24:50).
Als locatie van deze plaats op de huidige Westelijke Jordaanoever wordt de Palestijnse stad Al-Eizariya genoemd.

## Bethanië 2
Volgens Johannes 1:28 was Bethanië een plek aan de overzijde van de Jordaan waar Johannes de Doper doopte. Deze plek wordt alleen in dit Bijbelvers zo genoemd en niet alle Bijbelvertalingen geven de naam zo weer. Andere vertalingen spreken van Bethábara (of Bethabara).
In 2015 is deze plek opgenomen op de Werelderfgoedlijst van Jordanië.